# Johann Adam Lehmus
Johann Adam Lehmus (* 2. Januar 1707 in Rothenburg ob der Tauber; † 13. Februar 1788 ebenda) war ein deutscher lutherischer Pfarrer. Bekannt wurde er als Dichter zahlreicher geistlicher Lieder.

## Leben
Lehmus' Familie war zu Anfang des 17. Jahrhunderts aus Breslau nach Rothenburg eingewandert und führte damals den Namen Lehms. Sein Großvater war Pfarrer, sein Vater Rektor des dortigen Gymnasiums. 
Lehmus studierte in Jena unter Johann Franz Buddeus Theologie. 1734 wurde er Pfarrer in Schreckenbach, kehrte aber schon im nächsten Jahr als Diaconus an der Spitalkirche in seine Heimatstadt zurück. Dort wurde er 1745 Pfarrer, 1754 Vesperprediger an der Stadtkirche St. Jakob und 1762 Superintendent. Er amtierte, bis in hohem Alter Krankheiten seinen Ruhestand erzwangen.
Lehmus’ Lieder erschienen zuerst in drei Sammlungen: Davids Psalter, Jesus in mehr als 100 Liedern und Jesus in 365 Oden, die in den Jahren 1762, 1766 und 1771 in Rothenburg herauskamen. Sie wurden bis ins 19. Jahrhundert in Gesangbücher vor allem im fränkischen und württembergischen Raum aufgenommen.
Seine Ehefrau, eine Tochter des Senators Begold, gebar ihm 16 Kinder, von denen ihn sieben überlebten. Zu seinen Nachfahren gehörten der Mathematiker Ludolph Lehmus (Enkel), der Pfarrer Friedrich Lehmus (Urenkel) und dessen Tochter, die Ärztin Emilie Lehmus.

## Lieder
- Einer ist der gute Hirte,
- Es naht mein freudenvollster Tag,
- Groesster Morgen, der die Erde,
- Wo der Herr das Haus nicht bauet,
- Wo der Herr das Haus nicht bauet, wo mans ihm nicht,
- Wo Gott ein Haus nicht selber baut,
- Wo Gott ein Haus nicht selber baut das Haus,
- Zions Herr und Gott ist Koenig,
- Zuerne nicht auf stolze Suender.[2]